# Ди Флорио (Кампобасо)
Ди Флорио је насеље у Италији у округу Кампобасо, региону Молизе.
Према процени из 2011. у насељу је живело 190 становника. Насеље се налази на надморској висини од 845 м.